# Melanerpes superciliaris

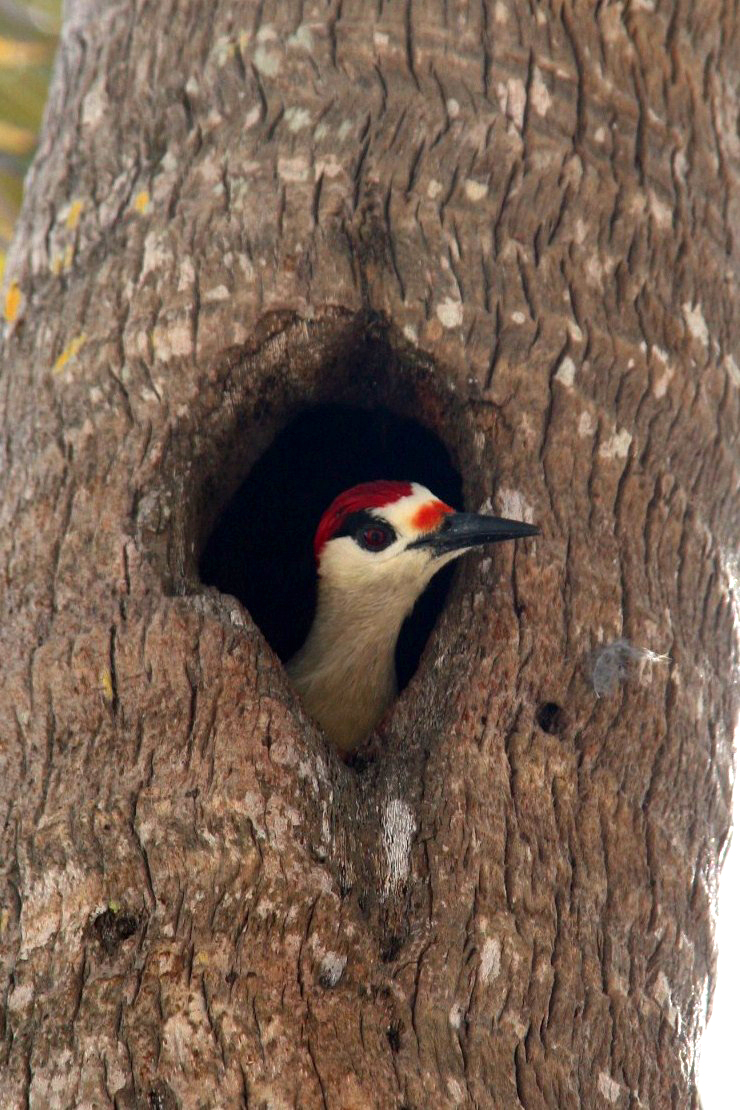
Melanerpes superciliaris

Il picchio delle Indie Occidentali o picchio panciarossa (Melanerpes superciliaris (Temminck, 1827) è un uccello appartenente alla famiglia Picidae, ordine Piciformes.

## Descrizione
È un picchio di medie dimensioni, caratterizzato dalla presenza di una nuca rosso intenso che si estende maggiormente nel maschio, il becco è scuro e lungo, l'occhio bordato di scuro e zone ventrali arancioni.

## Distribuzione e habitat
È presente nelle Bahamas, nelle isole Cayman e a Cuba. I relativi habitat naturali sono le foreste asciutte subtropicali o tropicali, le foreste umide subtropicali o tropicali in pianura, le foreste subtropicali o tropicali a mangrovia.

## Biologia
La specie è nota  per avere un sistema poliandrogeno di allevamento con una femmina che alleva simultaneamente due nidiate con differenti maschi. Scava buchi nei tronchi nei quali alleva i piccoli.

### Alimentazione
Si nutre di larve che cattura nella corteccia degli alberi, producendo il caratteristico suono, picchiettando i tronchi.